# Iglesia de Nuestra Señora de la Asunción (Briñas)
La iglesia de Nuestra Señora de la Asunción es un inmueble de la localidad española de Briñas, en la provincia de La Rioja.

## Descripción
El edificio se encuentra en la localidad española de Briñas, perteneciente a la provincia de La Rioja. Se menciona como iglesia parroquial del lugar en el cuarto volumen del Diccionario geográfico-estadístico-histórico de España y sus posesiones de Ultramar de Pascual Madoz, donde aparece descrita con las siguientes palabras:

la igl. parr. (Ntra. Sra. de la Asuncion) está servida por un cura propio 4 beneficiados, y un capellan: 2 de entera racion y los 2 restantes de media con títulos perpetuos el edificio muy antiguo y de poco mérito, está rodeado de un petril por el lado N. y S. de 25 pies de altura, y su esplanada sirve de paseo y reunion á los hab. de la pobl. que salen á solazarse en el invierno
(Madoz, 1846, p. 450)